# Albion (Nova Iorque)
Albion é uma cidade  (e também uma vila com o mesmo nome) localizada no estado americano de Nova Iorque, no Condado de Orleans.

## Demografia
Segundo o censo americano de 2000, a sua população era de 8042 habitantes.

## Geografia
Albion localiza-se a aproximadamente 211 m acima do nível do mar.

## Localidades na vizinhança
O diagrama seguinte representa as localidades num raio de 24 km ao redor de Albion.